# 都営バス青戸支所
都営バス青戸支所（とえいバスあおとししょ）は、東京都葛飾区白鳥の水戸街道沿いに所在する都営バスの営業所（支所）。葛飾区、墨田区、台東区の水戸街道・浅草通り周辺を運行する路線を担当し、上23・上26系統など一部路線では江東区や江戸川区まで運行する。南千住営業所の支所であり、正式名称は東京都交通局南千住自動車営業所青戸支所である。営業所記号はZを用いる。ナンバーは足立と葛飾である。2006年4月1日付ではとバスに運営委託している。

## 概要
青戸支所は、都営バスの支所では唯一、他所のような営業所からの格下げではなく、1959年11月1日の発足当初は新谷町営業所の分車庫で、1961年1月1日から支所となった。当初は新谷町自動車営業所青戸支所の名称であったが、1975年には新谷町営業所の南千住移転により現名称となる。
青戸支所管轄の一部路線は採算性に難があったため、2006年4月1日付ではとバスへ委託された。その際に比較的採算の良いとされた錦37系統は委託されず直営のまま残されたため、当系統を管理する目的で、同一敷地内に東京都交通局南千住自動車営業所青戸分駐所が設置された。営業所記号は南千住営業所本所と同じくKを用いていた。2008年4月1日付で、錦37系統もはとバスへ運行委託が行われることとなり、青戸分駐所は青戸支所に統合された。

## 現行路線

### 上23系統

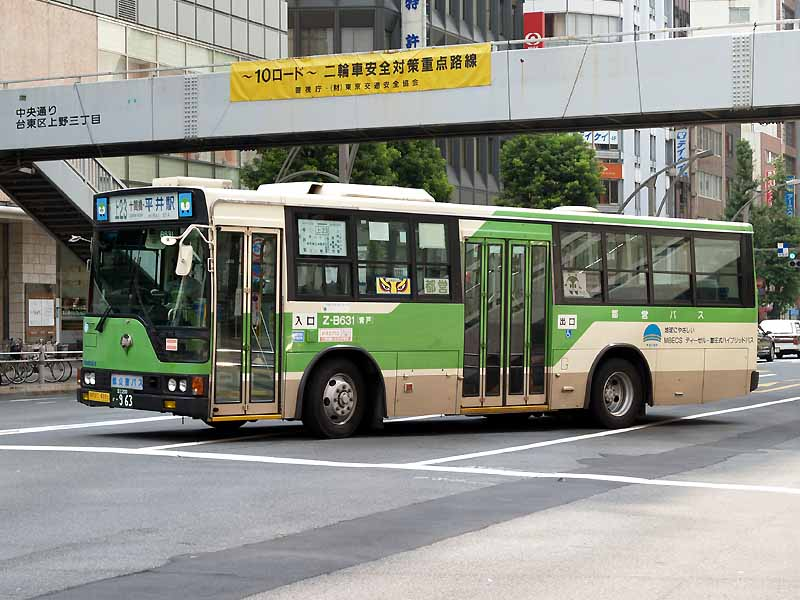
上23（Z-B631、除籍済）

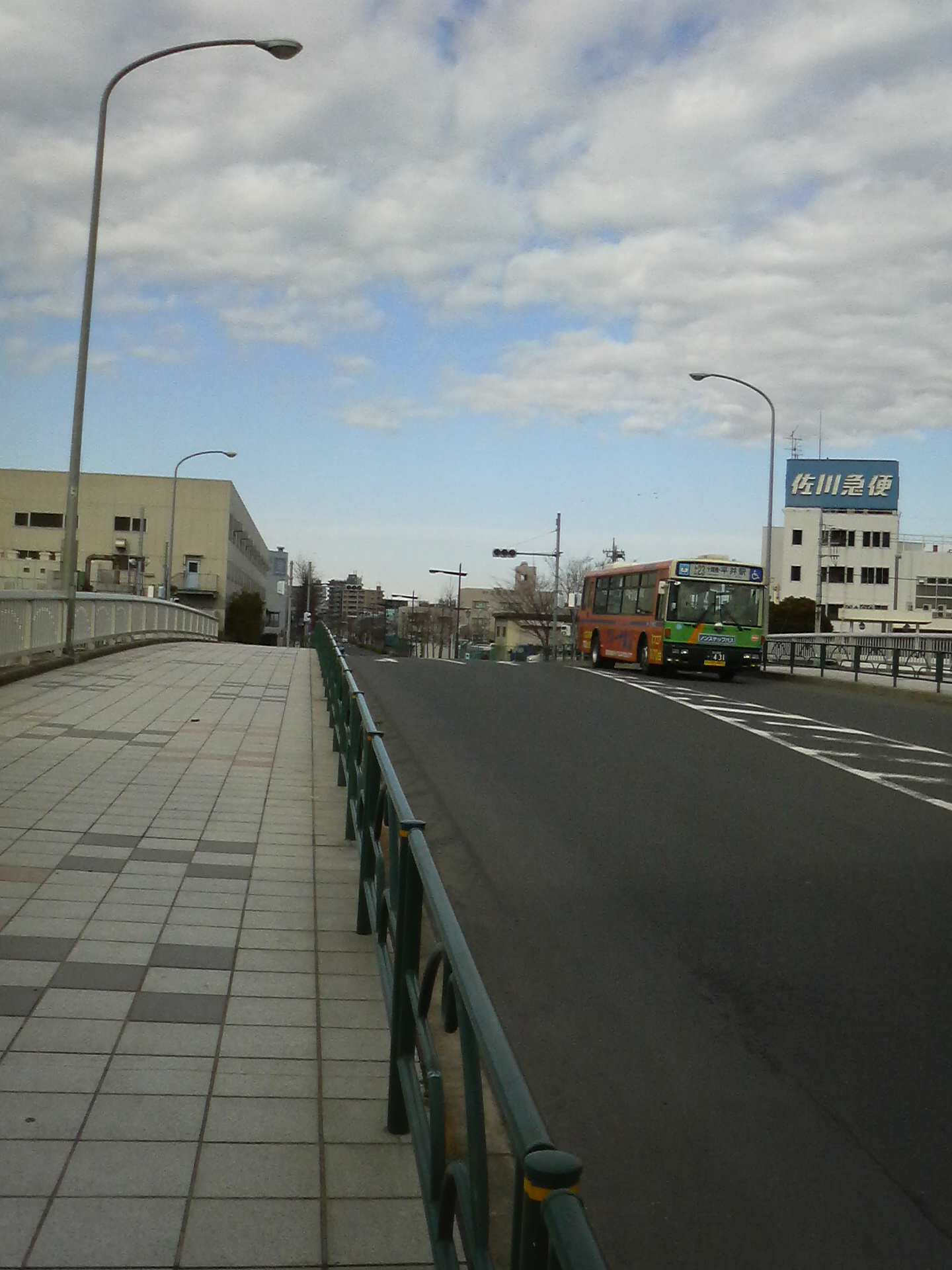
ゆりのき橋を経由していた頃

- 上23：平井駅 - 中居堀 - 十間橋 - 押上 -（←リバーピア吾妻橋／墨田区役所→）- 浅草寿町 - 上野駅 - 上野松坂屋
- 上23：八広二丁目 → 中居堀 → 十間橋 → 押上 → 墨田区役所 → 浅草寿町 → 上野駅 → 上野松坂屋 (出庫)
- 上23：東墨田二丁目 ← 中居堀 ← 十間橋 ← 押上 ← リバーピア吾妻橋 ← 浅草寿町 ← 上野駅 ← 上野松坂屋 (入庫)
- 上23出入：平井駅 - 東墨田三丁目 - 八広 - 葛飾警察署 - 青戸車庫
- 上23折返：平井駅 - 平井操車所

浅草、押上、東墨田地区を経由し、平井駅前と浅草・上野間を結ぶ路線。
この系統の起源は、平23乙系統（ただし平23甲（現：平23）系統とは平井駅前で接続する以外全く別の路線）で、平成に入る前までは平井駅前を出て押上を経由し、蔵前橋通り・清澄通り経由で両国駅前に向かっていた。主に、平23乙系統は墨田区北部からの区役所へのアクセス路線としての存在価値があった。しかし、1990年に墨田区役所が吾妻橋に移転したため、上37系統（上野松坂屋 - 八広 - 青戸車庫）とともに路線の見直しが行われることとなり、平23乙系統の東側（押上駅 - 平井駅）と上37系統の西側（上野松坂屋 - 押上駅）を通るルートに改めた。
その後、系統番号を上23系統に改めた。また、2006年4月には、はとバスに運行を委託することとなった。押上駅経由は東京スカイツリーへのアクセスとして日中を中心に毎時1本運転していたが、2016年4月の改正で廃止となった。出入庫便である青戸車庫系統は本数が少ない。また上野・浅草側からは深夜の入庫便として東墨田二丁目止まりがある。
PS2ゲームソフト『東京バス案内2』の題材となった。
路線沿革

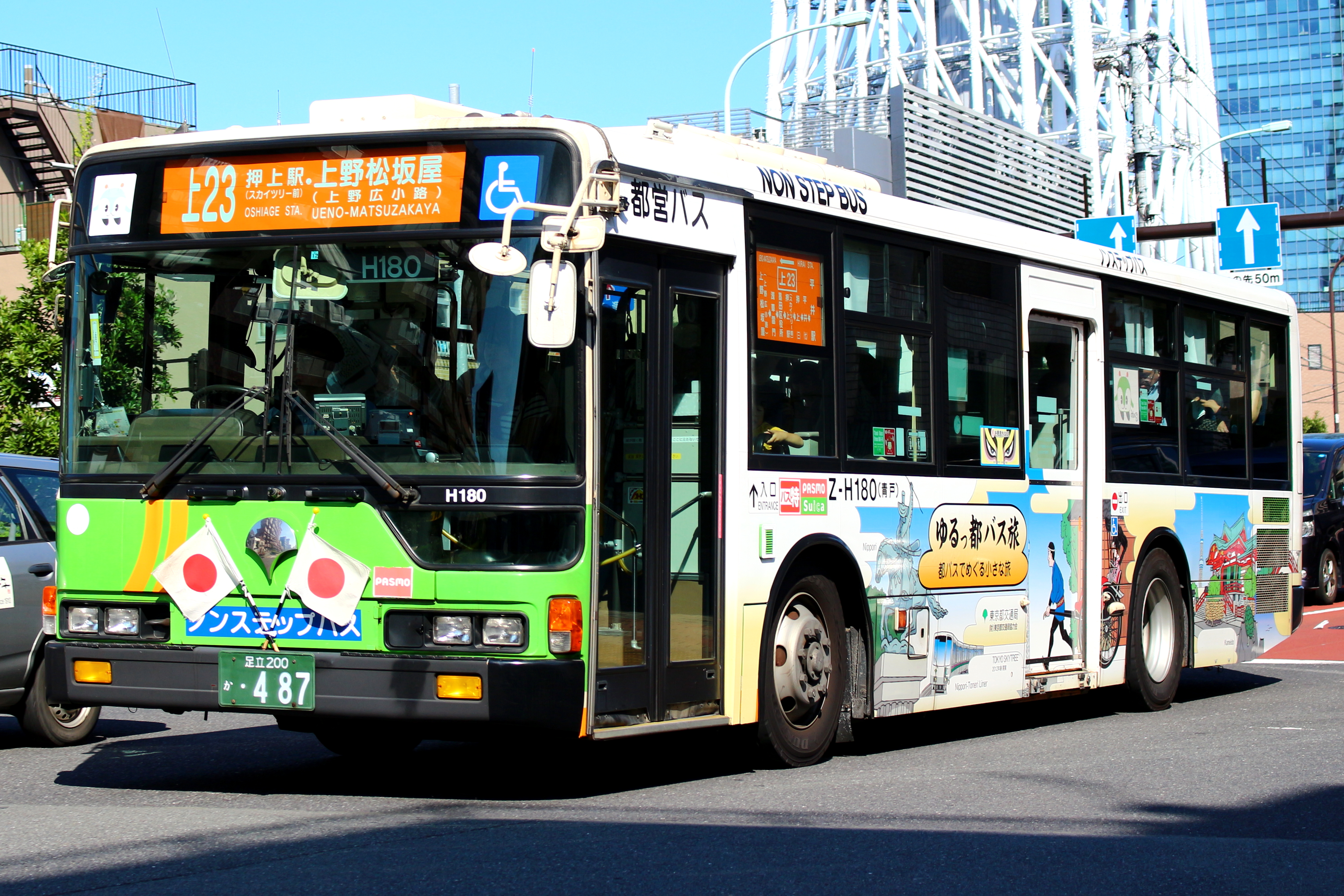
上23系統の押上駅経由で橙色幕を使用していた頃

- 1975年8月8日：草32系統を分割し、平23乙系統・平井駅 - 八広二丁目 - 押上駅間が開通する。江戸川営業所（当時）所管だった。
- 1978年11月1日：青戸支所へ移管。
- 1990年11月5日：平23乙系統と上37系統で路線の入れ替えを行う。
- 2001年11月30日：平23乙系統の再編を行い、平井駅方面も東墨田二丁目を経由するようになる。新四ツ木橋発着を廃止する。あわせて、系統番号を上23系統に変更する。
- 2003年4月1日：平23系統の短縮にともない、上23折返系統・平井駅 - 平井操車所を設置する。
- 2005年6月13日：中平井橋架け替え工事のため、ゆりのき橋経由に変更し、ゆりのき橋停留所を臨時に設置する。また、東墨田一丁目および平井操車所発着以外の平井七丁目第三 アパート、中平井を休止する。期間は2008年3月までとされた。
- 2006年4月1日：はとバス委託系統になる。
- 2007年3月26日：押上駅経由の系統の運転区間を上野松坂屋まで延長、また往路（平井駅前発）については十間橋経由、押上駅経由ともに墨田区役所経由に統一した。また十間橋経由についても、浅草寿町折返しを解消し上野松坂屋発着に統一する。
- 2008年4月1日：中平井橋架け替え工事終了に伴い元のルートに戻る。
- 2012年4月1日：上23折返系統の上野松坂屋 - 押上駅を新設。
- 2013年4月1日：上23折返系統の上野松坂屋 - 押上駅を廃止。平井駅 - 平井操車所は継続。
- 2016年4月1日：上23系統の押上駅経由便を廃止。

### 上26系統
- 上26：亀戸駅 - 亀戸天神 - 押上 - とうきょうスカイツリー駅 - 言問橋 - 隅田公園 - 根津駅 -（←上野広小路）- 上野公園
- 上26：亀戸駅 - 亀戸天神 - 押上 - とうきょうスカイツリー駅（出入庫）
- 上26：上野公園 -（上野広小路→）- 根津駅 - 隅田公園（出入庫）

亀戸駅と上野公園を結ぶ路線。入谷鬼子母神 - 上野公園間は半環状に大きく迂回するような形で走る。青戸支所への出入便として亀戸駅側からとうきょうスカイツリー駅（2012年3月31日までは言問橋）発着、上野松坂屋側から隅田公園発着が運転される。
都営トロリーバス101（上野公園 - 今井）101系統の代替バス601系統として開業し、東京都交通局の系統番号見直しにより上26系統へと変更となった。長らくトロリーバス時代と同経路で運行していたが、1990年7月21日に亀戸駅 - 上野公園（上26系統）と今井 - 亀戸駅（亀26系統）に分割された。
本系統は、当初は大塚・巣鴨営業所の共管で、その後は移管が繰り返され、2009年4月のはとバス委託で青戸支所の単独所管に落ち着いた。
路線沿革
- 1968年9月29日：都営トロリーバス（今井無軌条電車営業所所管）101系統の代替バスとして、601系統今井 - 上野公園が運転開始。担当は江東営業所今井支所（当時、今井無軌条電車営業所跡地をそのまま使用）。その後、上26系統と改称。
- 1987年5月5日：今井支所の統合に伴い、臨海営業所（当時）に移管する。
- 1990年7月21日：上26系統を亀戸駅前で分断。上26系統亀戸駅 - 上野公園と、亀26系統今井 - 亀戸駅間の運行となる。同時に、上野公園附近のループが時計回り（上野公園→上野広小路へ）と変更される。上26系統は大塚営業所と巣鴨営業所の共管だった。
- 1999年3月31日：巣鴨営業所の担当分を江東営業所に移管する。
- 2007年3月26日：大塚営業所の担当分を南千住営業所に移管。これにより、大塚営業所の出入庫路線だった大塚車庫→茗荷谷駅 - 春日駅 - 上野広小路←湯島三丁目が廃止される。
- 2009年4月1日：はとバス委託系統となり、青戸支所に移管する。
- 2012年4月1日：出入庫系統のうち、言問橋発着をとうきょうスカイツリー駅発着に短縮。

### 平28系統
- 平28 : 東大島駅 →小松川二丁目→小松川区民館 → 平井駅 → 平井都営アパート →  小松川さくらホール → チェリーガーデン → 小松川二丁目 → 東大島駅 (循環)

1990年3月に葛西営業所（現・江戸川営業所）の管轄で開設された。
東大島駅の小松川口から平井駅を廻り、東大島駅に戻るアーチ状の路線。東大島駅では、AL01系統と同じく小松川口（東口）を発着する。平井駅方面と東大島駅方面では経路が異ないる。2018年まで運行されていた平井操車所行きは、循環線と区別するために橙色の方向幕を使用していた。
2018年の改正で、平日昼間に平井駅止まり、平井駅始発がそれぞれ1本ずつ新設された。
2005年に葛西から臨海に移管し、はとバス委託となり、その後2015年4月1日に青戸に移管されたのち、2023年4月1日にAL01との統合を行なったのと同時に、臨海との共管となった。

### 錦37系統
- 錦37折返：錦糸町駅 - 押上駅 - 中居堀 - 八広 - 新四ツ木橋（平日朝夕運行）
- 錦37：錦糸町駅 - 押上駅 - 中居堀 - 八広 - 四ツ木橋 - 青戸車庫

青戸車庫を起点とし、葛飾警察署、四ツ木橋、押上駅を経由して錦糸町駅を結ぶ路線と、新四ツ木橋から八広を経由して錦糸町駅に至る折返線からなる系統である。

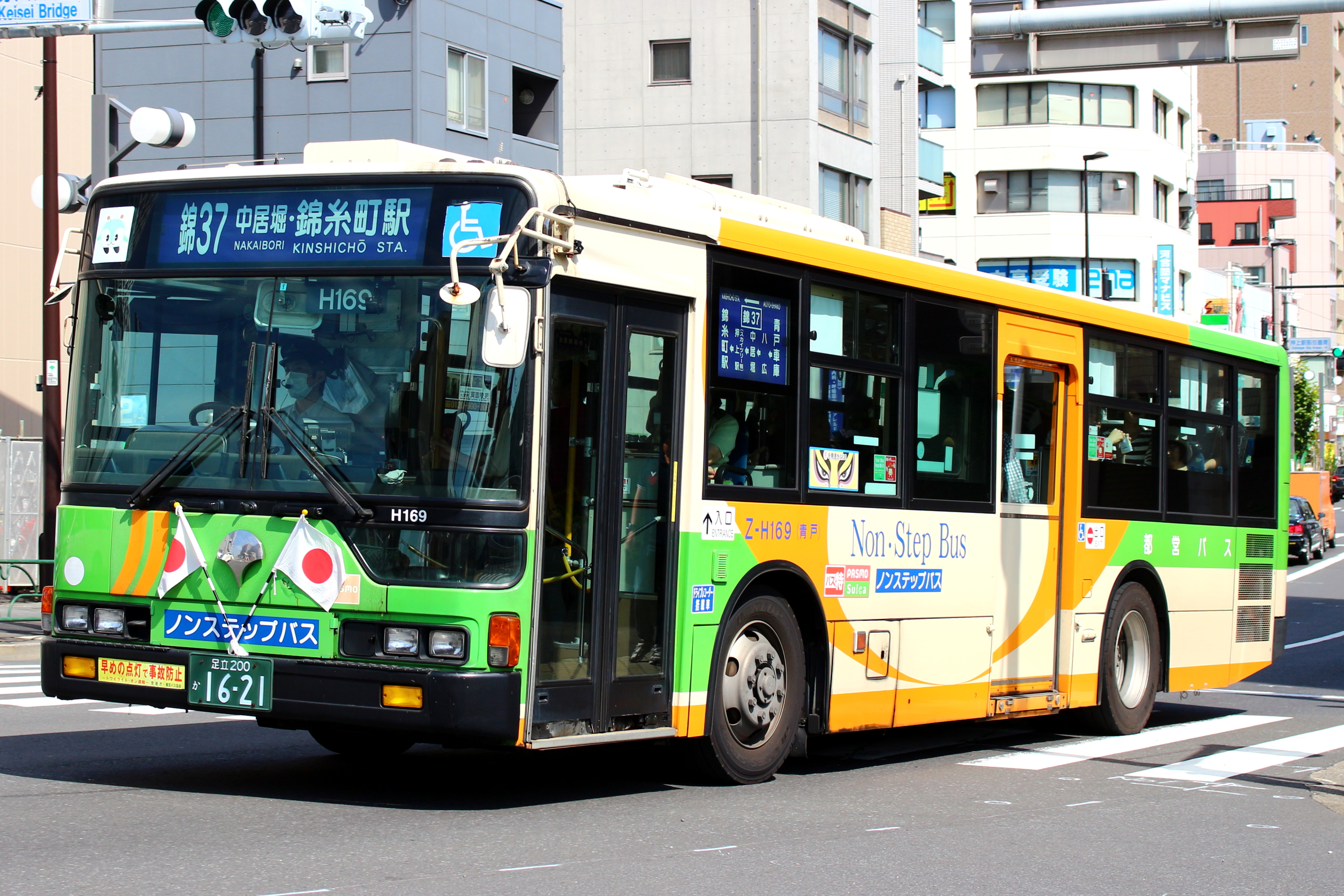
錦37系統の紫色方向幕

元は押上から浅草を経て上野松坂屋まで行っていたが、1990年11月に押上以西の経路を平23乙（現・上23）系統と入れ替え、現在の経路となった。その際に紫色の方向幕を採用し、押上地区を経由する上23・上26系統と区別していた。
2016年4月に上23系統の押上駅経由が廃止されたため、押上駅前広場に乗り入れる唯一の都営バス路線となった。
路線沿革
- 1949年9月1日：西嬬 - 中居堀 - 浅草寿町 - 上野広小路間 が開通。
- 1950年8月8日：京成電鉄バスと共同運行となり、125系統へ変更される。
- 1950年12月27日：青砥公団住宅 - 立石駅通り - 上野広小路間へ延長。
- 1972年5月1日： 青戸車庫 - 上野広小路間に短縮。京成との共同運行中止。25系統へ変更される。
- 1977年12月16日：上35系統：亀戸駅 - 押上 - 上野広小路 - 須田町線（江東営業所担当）の廃止により、上37系統を延長し、青戸車庫 - 上野広小路 - 須田町となる。
- 1982年12月16日：上野松坂屋（旧・ 上野広小路）- 須田町間を廃止する。
- 1990年11月5日：平23乙系統と押上周辺及び押上以南の経路を交換し、運転区間を錦糸町駅 - 押上駅 - 青戸車庫に変更、折返系統として錦糸町駅 - 押上駅 - 新四ツ木橋を設定。あわせて系統番号を錦37系統に変更する。
- 2006年4月1日：都営バス青戸支所がはとバスに委託されるのに伴い、錦37系統を青戸分駐所と南千住営業所本所の共管とする。
- 2008年4月1日：はとバス委託系統となり、青戸支所に移管。
- 2012年4月1日：押上駅前バス停において交通広場への乗り入れ開始。上23・上26との区別のため紫色の方向幕を採用する。

### 草39系統

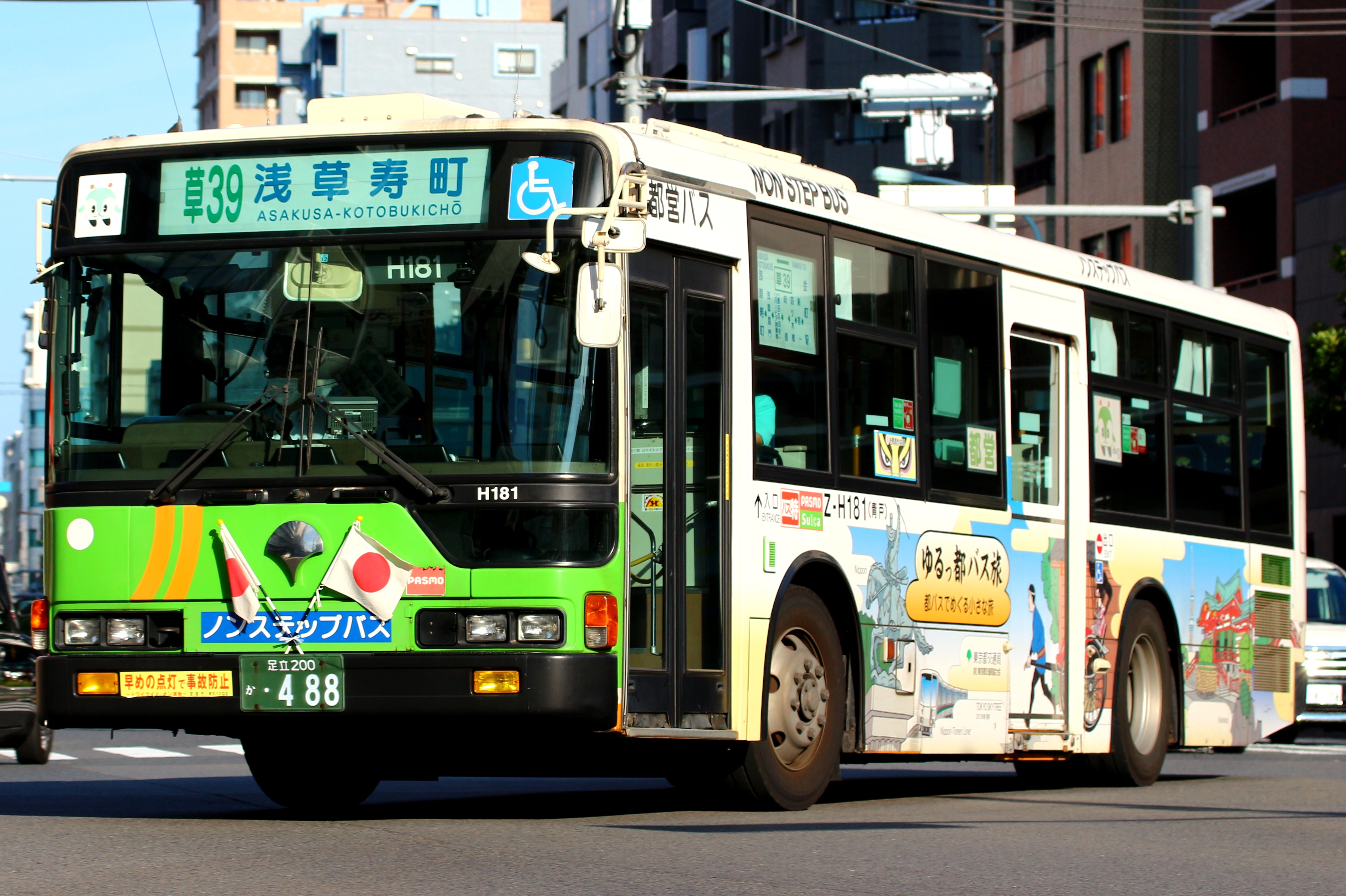
幕車による草39系統

- 草39：金町駅 - 新宿（にいじゅく）郵便局 - 亀有警察署 - 中川大橋 - 青戸車庫 - 四ツ木橋 - 向島消防署（東向島駅入口） - 浅草雷門 - 浅草寿町 - 上野駅 - 上野松坂屋（平日日中のみ運行）
- 草39：金町駅 - 新宿（にいじゅく）郵便局 - 亀有警察署 - 中川大橋 - 青戸車庫 - 四ツ木橋 - 向島消防署（東向島駅入口） - 浅草雷門  - 浅草寿町
- 草39：金町駅 - 新宿（にいじゅく）郵便局 - 亀有警察署 - 中川大橋 - 青戸車庫（出入庫）
- 草39：青戸車庫 - 四ツ木橋 - 向島消防署（東向島駅入口） - 浅草雷門  - 浅草寿町（出入庫）

浅草と金町駅を水戸街道経由で結ぶ。都営バスの中では数少ない繁華街と郊外を放射状に結ぶ路線である。
元は69系統として、金町駅 - 四ツ木橋 - 浅草寿町 - 浅草橋 - 小伝馬町 - 日本橋 - 東京駅北口の運行であったものを浅草止まりとしたのち、京成バス上34系統の廃止代替として上野まで延長した。1996年9月7日に京成バス上野線（上34系統、上野広小路 - 市川駅。元は都営バス新谷町営業所→青戸支所との相互乗り入れ系統で、都営の撤退後に京成電鉄奥戸営業所の単独運行となっていた）の上野方面の廃止後、墨田区からの要請を受け、平日昼間のみ浅草 - 上野間を区間延長して運行開始した。
かつては青戸車庫 - 浅草寿町間で、草39系統と上37系統の誤乗防止のため、草39系統には「向島経由」、上37系統には「中居堀経由」の札を用意していた。
2006年4月よりはとバスに運行委託された。出入庫便として青戸車庫発着（主に青戸車庫 - 金町駅）もある。

## 廃止路線

### AL01系統
- AL01 : 東大島駅 → 小松川二丁目 → 小松川さくらホール → チェリーガーデン → 小松川二丁目 → 東大島駅 (平日朝夕のみ)

東大島駅からチェリーガーデンを経由し東大島駅に至る。小松川二丁目周辺の新興住宅地から東大島駅へのアクセス改善を狙って設定された「アクセスライン (Access Line) 」第1号で、1999年3月31日に試験運行を開始後、一定の利用客が見込めたため、2000年4月1日に本運行を開始した。
運行開始時の担当は葛西営業所で、2004年に葛西から臨海に移管されはとバス委託となり、2015年4月1日に青戸へ移管された。
朝と夕方以降のみの運行で、運賃は100円（小児50円）、他の一般系統と区別するため、黄色地に紺色文字の方向幕を採用した。
車両は、当初は都バスカラーにアクセスライン専用装飾を施した日野・レインボーRJワンステップを使用していたが、臨海への移管後は大型ノンステップバスも充当されるようになった。
2018年頃から利用客が減少傾向となり、コロナ禍による大幅減便を経て、2023年4月1日付で平28と統合され廃止された。

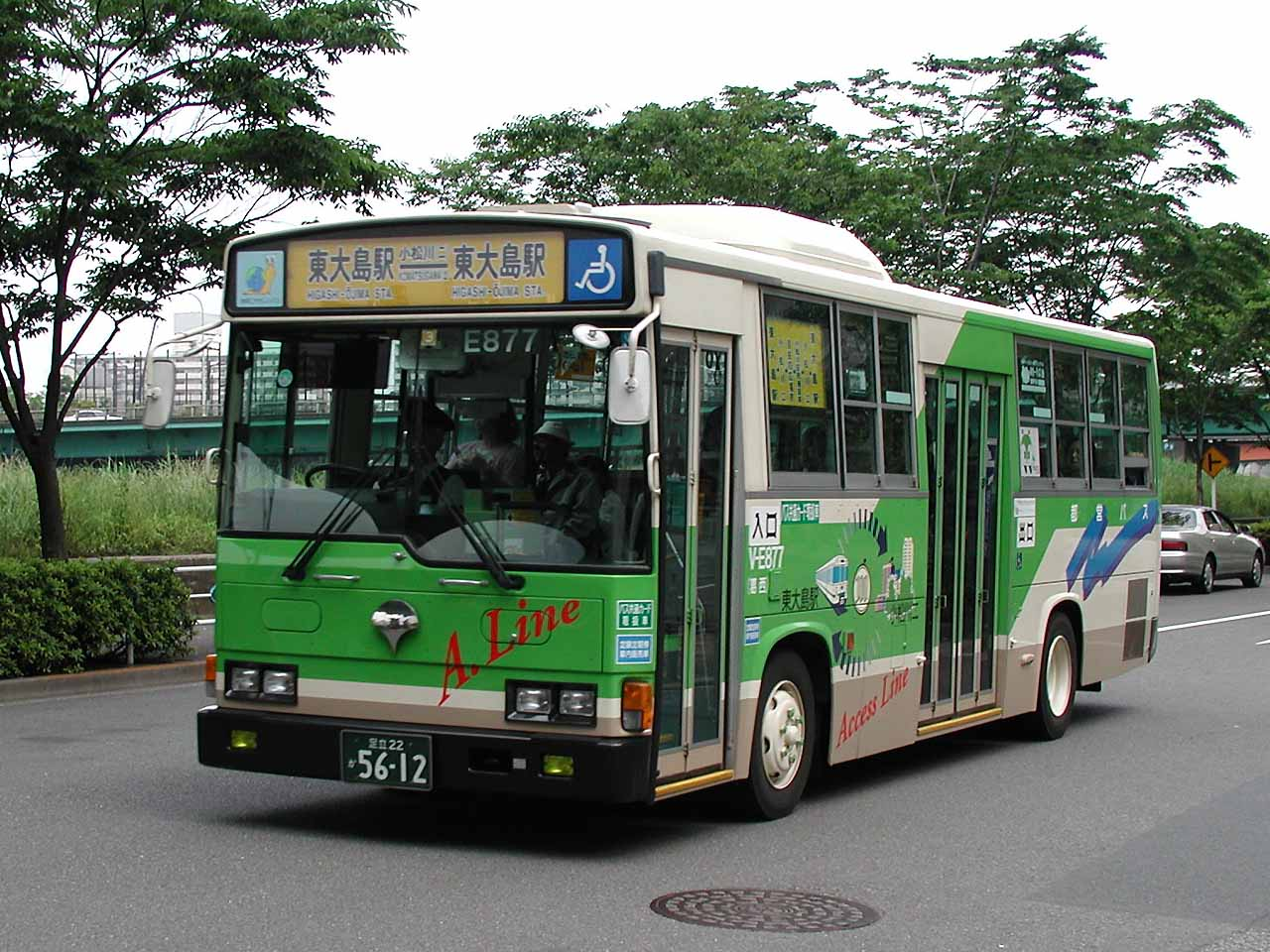
葛西営業所時代 (V-E877) 専用装飾車
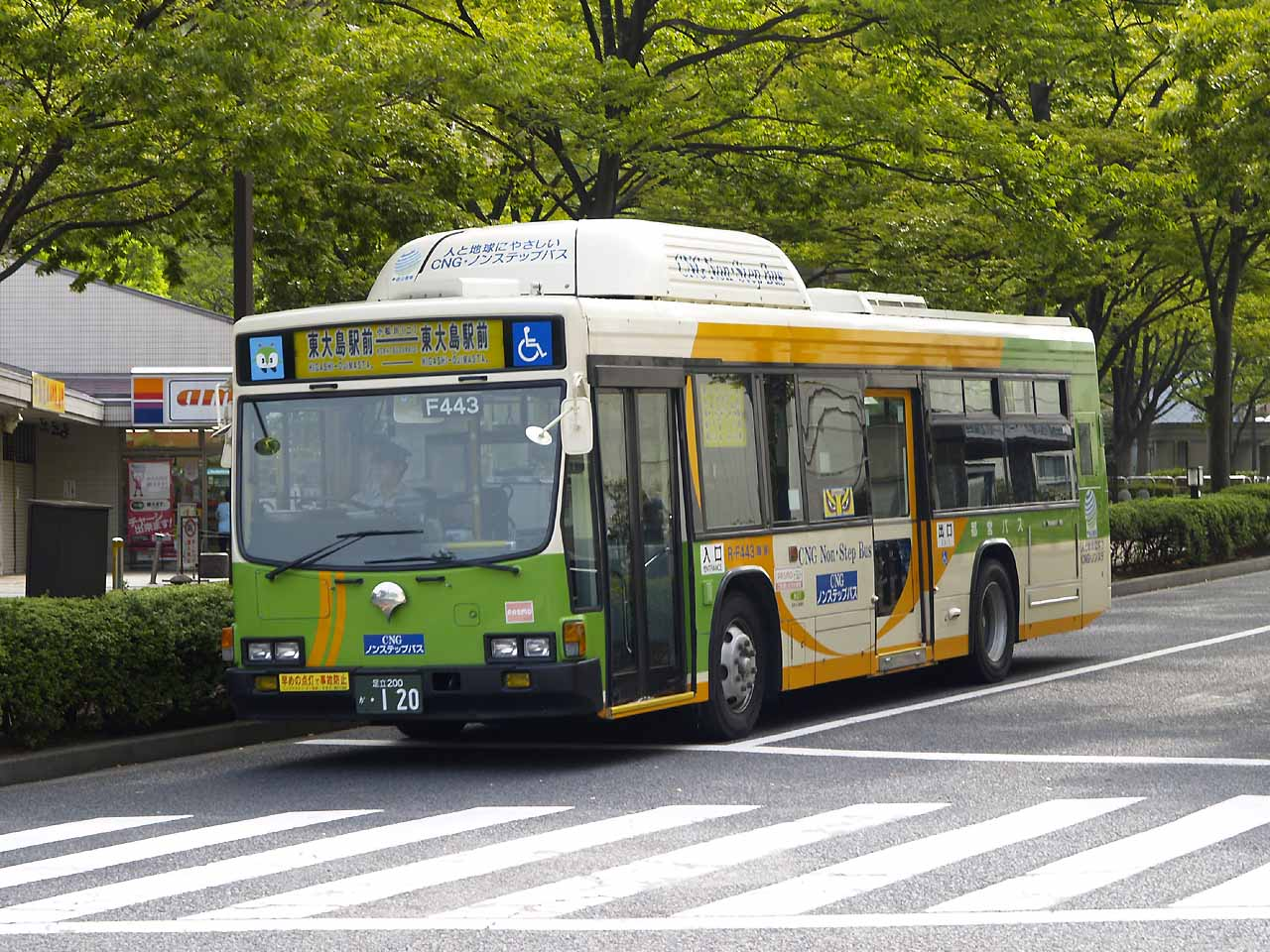
AL01 (R-F443) 大型ノンステップバス（CNG車）

### 上23系統（一部区間の廃止）
- 上23：平井駅 - 中居堀 - 十間橋 - 押上駅 - 押上 -（←リバーピア吾妻橋／墨田区役所→）- 浅草寿町 - 上野駅 - 上野松坂屋
- 上23折返：押上駅 - 押上 -（←リバーピア吾妻橋／墨田区役所→）- 浅草寿町 - 上野駅 - 上野松坂屋

上23系統のうち、1時間に1本は東京スカイツリーへのアクセスを目的に押上駅へ乗り入れる経路を取っていたが、2016年（平成28年）3月31日限りで廃止、全便が押上駅非経由へ統一された。

上野 - 押上便は、東京スカイツリー開業に伴い、2012年4月に設定されたが、東武バスセントラルのスカイツリーシャトル上野線と競合路線となったことから、わずか1年で廃止された。橙色の方向幕を使用していた。

### 平28系統（一部区間の廃止）
- 平28 : 東大島駅 -（→小松川区民館 / 平井都営アパート←）- 平井駅 - 平井操車所 (平日のみ)

従来、平井駅から平井操車所へは、平23系統が受け持っていたが、利用客の減少により、2003年に平井駅までに短縮された。翌2004年の改正で、平日日中の一部便が平井操車所まで延伸されたが、利用客は少なくダイヤ改正のたびに減回され、2018年の改正で再び全便が平井駅までに短縮されたことで廃止された。

### 有30系統
- 有30：亀有駅北口 - 綾瀬警察署 - 西加平 - 本町五丁目 - 足立区役所

亀有駅北口と足立区役所を環七経由で結ぶ路線である。
元は、亀有駅北口と王子駅を結ぶ王30系統で、東武バスと共同運行していた。1995年11月21日改正時点で亀有駅北口発は、平日・土曜27便（うち中央本町庁舎6便）、休日30便（中央本町庁舎5便）であった。
しかし、2003年4月の改正で東武バスとの共同運行は解消され、また都営バス千住営業所が運行していた王30系統が、経路のほぼ中央に位置する足立区役所を境に、有30系統（亀有駅北口 - 足立区役所）と王49系統（足立区役所 - 王子駅）に分断された。この際に足立区の意向を踏まえ、両系統の終点は足立区役所構内とされた。それにより、ほぼ足立区役所へ向かうための路線と化し、1日数本しか運行されなくなった。

なお東武バスは現在も、王30系統や、有30系統の代替として使える足35系統（亀有駅前 - 足立区役所）を継続して運行している。
路線沿革
- 1990年：王30系統（亀有駅北口 - 王子駅前：東武バスとの共同運行）の支線として、亀有駅北口 - 中央本町庁舎（後に足立区役所前に改称）を開通。
- 2003年4月1日：王30系統の都営便を分割し、有30系統（亀有駅北口 - 足立区役所）、王49折返系統（足立区役所 - 王子駅）を開通。東武バスとの共同運行解消に伴い系統指定共通定期券を廃止。
- 2006年4月1日：はとバスへの運行委託に伴い、有30系統を青戸支所へ移管。
- 2013年3月31日：有30系統を廃止。

### 上34系統
- 上34：市川駅 - 小岩駅北口 - 奥戸車庫 - 本田警察署（現・葛飾警察署） - 四ツ木橋 - 言問橋 - 浅草寿町 - 菊屋橋 - 上野駅 - 上野広小路（京成電鉄奥戸営業所と共同運行）

京成電鉄との相互乗り入れ。1975年12月、それまで担当していた新谷町営業所の南千住移転に伴い青戸へ移管された。東京都交通局第2次再建計画に伴う路線再編成により1977年（昭和52年）12月15日限りで都営が撤退、京成の単独運行となる。
1996年（平成8年）9月7日付で、京成バス奥戸営業所は市川駅 - 新小岩駅へ経路を変更した。現在は新小52系統として京成バス東京（旧京成タウンバス）が運行している。

### 墨38系統

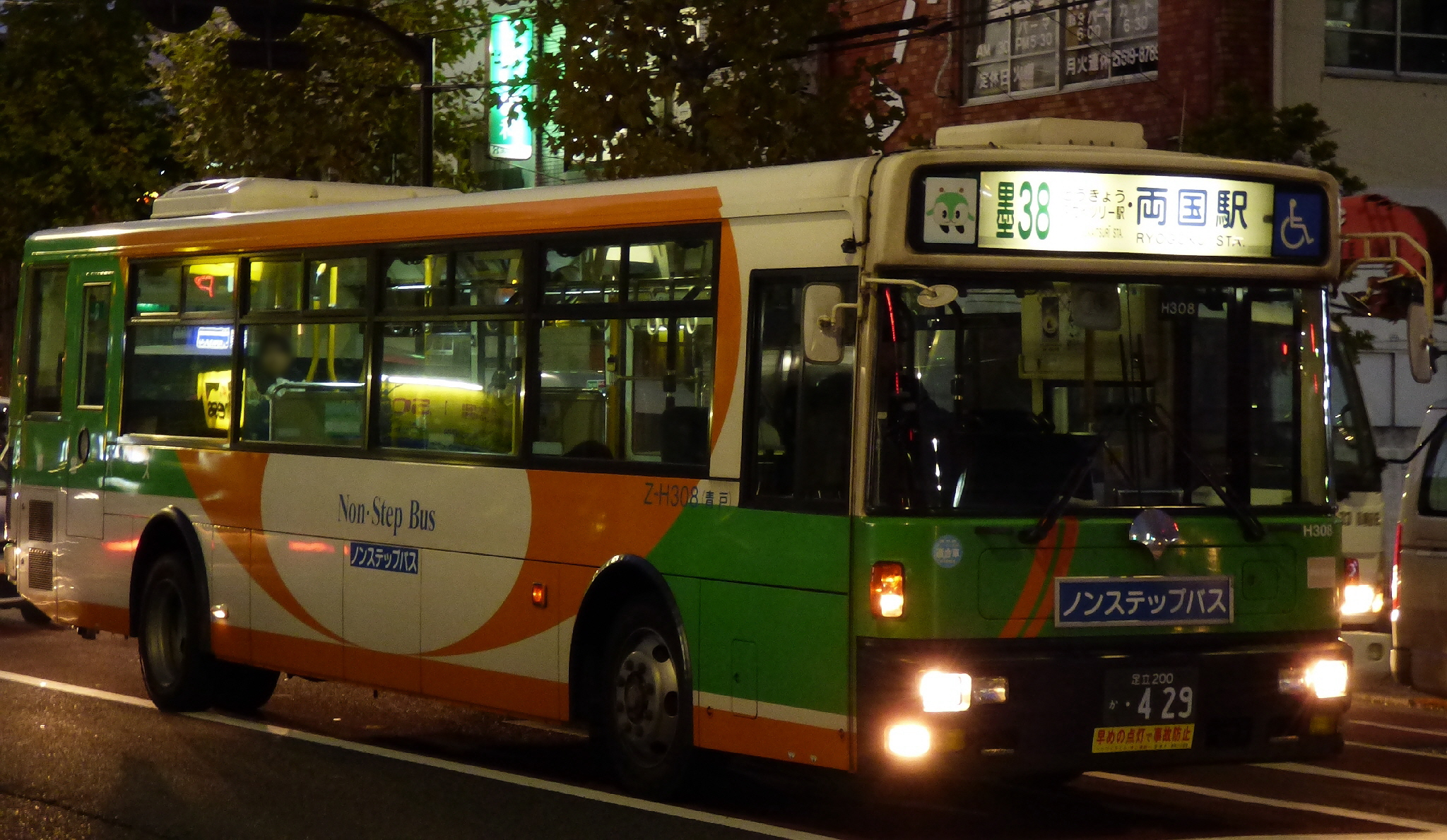
墨38（Z-H308）
2014年撮影

- 墨38：両国駅 - 本所吾妻橋 - とうきょうスカイツリー駅 - 白鬚橋 - 東京都リハビリテーション病院

従来から区の南北方向を貫く交通が分断されている墨田区において、区内一円の公共施設連絡を図るという強い政策的要請を受け、1991年（平成3年）7月1日に新設された。なお同様の路線としては、1960年代に東京都交通局と京成電鉄の共同運行による137系統が設けられていたが、わずか3年で廃止され、それから20年以上も路線の設定がなかった。
運行当初より、東京都交通局と墨田区の間で協定が結ばれ、発生する赤字額の半分を墨田区が補填していた
当初は千住営業所と青戸支所の共管（主管は千住）で、2003年の南千住営業所への移管を経て、2006年4月に青戸支所に再移管、はとバス委託路線となった。
2012年（平成24年）、墨田区コミュニティバス「すみだ百景 すみまるくん・すみりんちゃん」が運行開始。墨38系統に近い形で北西部ルートが設けられ、競合したことを理由に交通局では平成24年度末で運行を終了する方向で検討を進めた。しかし、墨田区の補助金負担割合の増加と、運行本数の削減により、2年間は路線維持されることとなった。

交通局は2015年（平成27年）2月27日付で、同年3月をもって墨38系統を廃止すると発表、3月31日をもって廃止された。事実上の廃止代替として、同年3月30日から南千住営業所が錦40系統（南千住駅東口 - 錦糸町駅）を新設し、とうきょうスカイツリー駅 - 東向島広小路間の墨38系統独自区間は、錦40系統が引き継ぐこととした。
路線沿革
- 1991年7月1日：墨38系統を運行開始。当初は千住営業所と青戸支所の共管。
- 2003年4月1日：南千住営業所単独所管へ変更。
- 2006年4月1日：はとバス管理委託の上、青戸支所へ再移管。
- 2015年3月31日：同日をもって廃止。

### 39・135系統
- 39：青戸車庫 - 東向島広小路 -（←清川/橋場二丁目→）- 浅草雷門 - 岩本町 - 東京駅八重洲口
- 135：青戸公団折返所 - 青戸車庫 - 東向島広小路 -（←清川/橋場二丁目→）- 浅草寿町 - 岩本町 - 東京駅八重洲口（京成電鉄（現・京成バス）と相互乗り入れ）
- 135折返：青戸公団折返所 - 青戸車庫 - 東向島広小路 -（←清川/橋場二丁目→）- 浅草寿町（京成電鉄（現・京成バス）と相互乗り入れ）

1952年2月15日、吾嬬西九丁目 - 浅草寿町間を、新谷町営業所（現・南千住営業所）担当の39系統として開通。その後は路線の延長や変更、青戸支所開設に伴う移管を繰り返し、最終的には京成電鉄バスとの相互乗り入れ路線となり、系統番号も135系統となっていた。
1970年12月25日に廃止。その後に台東区の石浜・橋場地区には、南千住営業所の東42乙系統としてバス路線が復活した。

### 62系統
- 62：四谷駅 - 循環 - 東京駅南口（目黒営業所と共管）

国際自動車（現・ケイエム観光バス）が特定乗合として運行していた「官衙バス（かんがバス）」の流れを汲む路線。主担当は目黒で、青戸は応援の立場だった。営団地下鉄丸ノ内線、日比谷線開業の煽りを受け、交通局第1次再建計画策定よりも前の1966年（昭和41年）6月30日限りで廃止された。

### 530系統
- （都電30→）530：東向島広小路 - 向島二丁目 - 浅草雷門 - 浅草寿町 - 上野駅 - 上野広小路 - 須田町

1969年（昭和44年）10月26日の都電第4次撤去で廃止された都電30系統の廃止代替バスとして運行開始。東向島広小路から、現在の草39系統のルートで上野広小路を経由し、須田町まで運行していた。両端には折返所がなく、東向島側では、東向島広小路手前の東向島三丁目交差点から、東武曳舟駅脇の向島郵便局前を通り曳舟川跡の道路に出て、明治通り経由で東向島広小路に出ていた。須田町側では、外神田五丁目から右折し、中央通りの一本西の道路を通り昌平橋を渡り、淡路町・秋葉原駅経由で折り返していた。
1971年（昭和46年）1月1日をもって廃止。都電代替系統としては1年2か月という廃止最短記録となった。

## 車両
- 指定車種：三菱ふそう。このほかいすゞ自動車、日野自動車製の車両も配置。車両の購入方式変更もあって、指定車種である三菱ふそう車の台数が減少し、2019年末に最後のふそう車であったL代の2台が除籍され、一時は在籍する全ての車両がジェイ・バス製となったが、2021年度のG代で再び三菱ふそう車が導入された。
- 音声合成：レシップ → ネプチューン（現・レゾナント・システムズ）
- ナンバープレート：葛飾ナンバー（ご当地ナンバー）
- Z-N345号車は、バスコレクション「都バスオリジナルセット2」のモデル車種になっている。
- Z-R607号車は、京成タウンバスT045号車と共に葛飾区×キャプテン翼ラッピングが施されており、原則として草39系統の運用に就く。
- 2002年度車（K代）と2003年度車（L代）は、方向幕がLED行き先表示器へ改造されている。
- 中型ノンステップ車は日野・レインボーHRと、UDトラックス・JP252系と三菱ふそう・エアロミディMKも配置されていた。このうちJPはリアオーバーハング部の最低地上高がノンステップバスとしては高く、導入当時路面の関係上通常のノンステップバスが乗り入れできなかった浅草寿町折返所対策として導入されたものであった。エアロミディMKは青戸分駐所からの引き継ぎで配置されたもので、もとは新宿支所からの転入車だった。後に全車が千住営業所と早稲田営業所に転出したが、その後2015年12月に千住営業所からの転入により再び配置されることとなった。2015年度はいすゞ・エルガが導入され、エアロミディMKの転入とともにH代のJPを置き換えている。
- 2010年11月、2010年度車（V代）納車により、D870 - 872号車（三菱ふそうKC-MK219J）の3台が置き換えられ、ノンステップバス導入率100%を達成した。
  - これにより、青戸支所に日野自動車「ブルーリボンシティ・ハイブリッド」（LJG-HU8JLGP）が納車されたほか、7年ぶりとなる三菱ふそう「エアロスター」（LKG-MP37FK）が納車された。ただし、後者は2013年4月に南千住営業所に転出した。また、2017年2月には深川営業所からいすゞ・エルガハイブリッドが2台転入してきた。
- 中型車はE891 - 893号車が入籍し、のちにD870 - 872号車が千住営業所からの転入で配置され、主に墨38系統や上23系統などで運用された。E代はのちにE892号車が南千住営業所へと転出し、E891・893号車も品川営業所に転出、市01系統用として座席のビニール張化などが実施された。